# 曼寧公式
曼寧公式（英語：Manning-Strickler formula，亦稱為 Gauckler–Manning formula ，Gauckler–Manning–Strickler formula）是一個估測液體在開放管道（即明渠流）或非满管流（液体存在自由表面）中平均速度的經驗公式。開放管道中的液體是因重力而流動。
曼寧公式如下：
{\displaystyle V={\frac {\kappa }{n}}{R_{h}}^{2/3}\,S^{1/2}}
其中：
- V 為 平均速度，單位（L/T，ft/s，m/s）
- κ 為 轉換係數，單位（ L1/3/T）
  - 國際標準制(SI units)代入1 m1/3/s
  - 英制(BG units)代入1.4859 ft1/3/s（註：(1 m)1/3/s = (3.2808399 ft) 1/3/s = 1.4859 ft1/3/s）
- n 為 Gauckler–曼寧係數、 曼寧粗糙係數，單位（T/[L1/3]，s/[ft1/3]， s/[m1/3]）
- Rh為 水力半徑（英語： Hydraulic radius），單位（L，ft，m）
- S 為 水力坡度（英語： slope）或是 線性扬程損失的斜率（L/L），若水的深度是一定值，其值等於管道的斜率

## 歷史
曼寧公式是從蔡希公式（英語：Chezy formula）演變而成
蔡希公式：{\displaystyle V=C{\sqrt {R_{h}S}}}
首先是由法國工程師Philippe Gauckler在1867年提出，及1881年Hagen分析Ganguillet ,kutter應用之資料，得到  {\displaystyle C} 值依照 {\displaystyle R} 之{\displaystyle {\frac {1}{6}}}次方而變。
1889年愛爾蘭工程師羅伯特·曼寧提出的經驗公式，經法國人Flamant在1891年發現羅伯特·曼寧提出的經驗公式與Philippe Gauckler之結論相符。
曼寧式之C值計算為：
{\displaystyle C={\frac {R^{\frac {1}{6}}}{n}}}
其中
- C 為 Chezy係數
- n 為 曼尼(Manning)之粗糙系數
- S 為 水力坡度
- Rh 為 水力半徑

將其代入蔡希公式{\displaystyle V=C{\sqrt {R_{h}S}}} 得
{\displaystyle V={\frac {1}{n}}{R_{h}}^{2/3}\,S^{1/2}}
又連續方程式 {\displaystyle Q=AV} 得
{\displaystyle Q={\frac {A}{n}}{R_{h}}^{2/3}\,S^{1/2}}
- A 為 流水橫面積，單位(m2）

雖為經驗公式但其在理論上與實驗上極為符合，且計算簡單明瞭，是目前普遍運用於重力渠、管渠的水力公式。

## 名詞解釋

### 水力半徑（英語：Hydraulice radius）
是渠道水流橫斷面積 A 與潤周(即濕周長)之比值，常以 Rh 表示

#### 濕周
- 或稱作濕周長、潤周，定義：垂直於水流流動方向之渠道、管壁橫斷面上，水與之接觸部分之總長度，常以 P 表示。[5]
- 即 {\displaystyle R_{h}={\frac {A}{P}}}

#### 水力直徑（英語：Hydraulic diameter）
- 是一個處理非圓形管道內流動時的常用物理量，使用這一物理量可以使非圓形管道中的計算轉化成圓形管道中的計算，便於求出雷諾數等數據。常以 DH 表示。
- 與水力半徑的關聯
  - {\displaystyle 4R_{h}=4{\frac {A}{P}}=D_{H}}
  - 即水力直徑為水力半徑的4倍

### 水力坡度（英語：Hydraulic gradient slope）
又稱作坡斜、波降、斜率。工程上常用符號( ‰ )表之，可分為三種
- 摩擦坡降（英語：friction slope）或稱作能量線坡降（英語：energy line slope），常以 Sf  表示，是流水水道中兩點能量高度連線後取該線之斜率，又可表示單位流水水道長度的水頭損失，{\displaystyle S_{f}={\frac {h_{f}}{l}}}
  - hf 為水頭損失、L 為流體流經長度
- 水面斜率（英語：water slope）,常以 Sw  表示，是流水水面之縱向斜率
- 底面坡度，常以 S0  表示，是流水水道、渠道或管底部之縱向斜率

當滿足水流為定量等速、均勻流時 {\displaystyle S=S_{f}=S_{w}=S_{0}}

## 曼寧粗糙係數
曼寧粗糙係數是一個與流體接觸濕周的表面材質有關的數值，濕周越粗糙，曼寧粗糙系數值越大，且必須藉由實驗獲得。

### 計算
數學式：{\displaystyle n={\frac {{R_{h}}^{2/3}\,S^{1/2}}{V}}}
- V 為 平均速度
- Rh為 水力半徑
- S 為 水力坡度

### 水深問題
當圓形非滿管流之粗糙係數為變數時，粗糙係數在水深小時 n 值大，在水深大時 n 值相對減少，但均大於滿管時之粗糙係數（學者 T.R.Camp 於 1946 年提出，稱之為 Camp＇s curve）
n 值與水深之關係經後續學者陸續研究，迄今尚未有一致性的定論。且目前設計管渠時，乃假設 n 值不因水深之不同而有所變化，即設定粗糙係數為數

### n值表
| 濕周             | n     | 濕周           | n     |
| ---------------- | ----- | -------------- | ----- |
| 1.天然渠道       |       | 4.人造渠道     |       |
| 乾淨且平直       | 0.030 | 玻璃           | 0.010 |
| 緩慢水流的深水塘 | 0.040 | 黃銅           | 0.011 |
| 大部分河流       | 0.035 | 鋼(光滑)       | 0.012 |
| 2.沖積平原       |       | 鋼(塗漆)       | 0.013 |
| 牧草地、農場     | 0.035 | 鋼(鉚接)       | 0.015 |
| 稀疏灌木林地     | 0.050 | 鑄鐵           | 0.013 |
| 濃密灌木林地     | 0.075 | 混凝土(加工)   | 0.012 |
| 樹欉地           | 0.15  | 混凝土(未加工) | 0.014 |
| 3.開鑿土渠       |       | 平土板         | 0.012 |
| 乾淨             | 0.022 | 黏土磚         | 0.014 |
| 沙礫             | 0.025 | 砌磚           | 0.015 |
| 雜草             | 0.030 | 柏油           | 0.016 |
| 多石             | 0.035 | 波形金屬       | 0.022 |
|                  |       | 粗石建材       | 0.025 |

| 管渠材質                          | 管渠內面 | 管渠內面 | 管渠內面 | 管渠內面 |
| --------------------------------- | -------- | -------- | -------- | -------- |
| 管渠材質                          | 最佳     | 良好     | 普通     | 劣等     |
| 鋼筋混凝土管(RCP)                 | 0.012    | 0.013    | 0.015    | 0.017    |
| 聚酯樹脂混凝土管(PRCP)            | 0.011    | 0.012    | 0.014    | 0.016    |
| 鋼管(SP)                          | 0.010    | 0.012    | 0.013    | -        |
| 延性鑄鐵管(水泥砂漿裡襯)(DIPCL)   | 0.012    | 0.013    | 0.015    | 0.017    |
| 高密度聚乙烯塑膠管(HDPEP)         | 0.010    | 0.011    | 0.012    | 0.015    |
| 聚氯乙烯塑膠硬直管(PVCP)          | 0.010    | 0.011    | 0.012    | 0.015    |
| 丙烯晴-丁-二烯-苯乙烯塑膠管(ABSP) | 0.010    | 0.011    | 0.012    | 0.015    |

## 外部連結
- International Association of Hydraulic Engineering and Research (IAHR)
- visualization of hydraulic concepts （页面存档备份，存于）
- Information about Fluid Power is also available on the National Fluid Power Association web-site nfpa.com （页面存档备份，存于）
- Decision tree to choose an uncertainty method for hydrological and hydraulic modelling